# Eugeniusz Ronka (architekt)
Eugeniusz Andrzej Ronka (ur. 1873 w Poturzycy, zm. 9 kwietnia 1940 w Krakowie) – polski architekt, inżynier.

## Życiorys
Od roku szkolnego 1898/1899 do 1901/1902 pracował jako nauczyciel w c. k. Państwowej Szkole Przemysłowej w Krakowie ucząc geometrii i rysunku geometrycznego. W 1923 roku został wiceprezesem Izby Budowniczych w Krakowie oraz prezesem gdy ta zmieniła w 1932 roku statut i nazwę na Stowarzyszenie Zawodowe Budowniczych, Kierowników Robót, Techników i Przemysłowców Budowlanych.  W 1930 roku Przedsiębiorstwo budowlane inż. Eugenjusz Ronka i ska miało siedzibę przy ulicy Starowiślnej 32.
Zmarł w 1940 roku i został pochowany na cmentarzu Salwatorskim (SC3).
W 1938 roku odznaczony Złotym Krzyżem Zasługi.